# Solinus africanus
Solinus africanus är en spindeldjursart som beskrevs av Beier 1967. Solinus africanus ingår i släktet Solinus och familjen Garypinidae. Inga underarter finns listade i Catalogue of Life.